# Raheem Hanley
Raheem Shaquille Rushan Hanley (* 24. Februar 1994 in Blackburn) ist ein englischer Fußballspieler der auch die Staatsbürgerschaft von St. Kitts und Nevis besitzt.

## Karriere

### Klub
In der Jugend durchlief er mehrere Vereine, so war er bis zur U-18 bei Manchester United und wechselte danach weiter zu seinem Heimatklub Blackburn Rovers, wo er weiter die U-18 als auch die U-21 durchlief. Für die U-23 gab es von ihm dann aber noch einmal einen Wechsel zu Swansea City. Seine erste Station im Herren-Bereich fand dann ab der Saison 2016/17 bei Northampton Town statt. Von März bis Juni 2018 wurde er dann an Halifax Town verliehen. Danach war er aber erst einmal auch ohne Verein.
Mitte März 2019 ging es für ihn weiter bei den walisischen Connah’s Quay Nomads. Bereits einen Monat später ging es dann weiter zurück nach England zum FC Chorley. Dort blieb er aber auch nur unwesentlich länger und ab Anfang August hatte er mit dem FC Hereford bereits einen neuen Klub. Dort blieb er aber auch nur bis Ende Oktober und wechselte dann noch einmal weiter zum AFC Mossley. Seit Anfang 2020 ist er nun beim FC Radcliffe.

### Nationalmannschaft
Nachdem er im Herbst 2012 bei drei Freundschaftsspielen Einsätze für die englische U-19 Nationalmannschaft hatte, sollte es lange Zeit keinen weiteren Einsatz geben. Somit entschied er sich schließlich für die Auswahl von St. Kitts und Nevis fortan aufzulaufen. Hier bestritt er seine erste Partie bei der Qualifikation für die CONCACAF Nations League am 19. November 2018 gegen Kanada. Er stand hier in der Startelf und wurde zur 75. Minute gegen Yohannes Mitchum ausgewechselt. Die Partie endete mit einer 0:1-Niederlage. Seitdem ist er immer wieder Teil der Startelf der Nationalmannschaft.